# Dejtár
Dejtár è un comune dell'Ungheria di 1.494 abitanti (dati 2001). È situato nella contea di Nógrád.